# Campanulales
Campanulales is een botanische naam, voor een orde van tweezaadlobbige planten: de naam is gevormd uit de familienaam Campanulaceae. Een familie onder deze naam wordt de laatste decennia met enige regelmaat erkend door systemen voor plantentaxonomie.
Het Cronquist-systeem (1981) erkende zo'n orde, geplaatst in de onderklasse Asteridae, met de volgende samenstelling:
- orde Campanulales
  - familie Brunoniaceae
  - familie Campanulaceae
  - familie Donatiaceae
  - familie Goodeniaceae
  - familie Pentaphragmataceae
  - familie Sphenocleaceae
  - familie Stylidiaceae

In het APG-systeem (1998) en het APG II-systeem (2003) zijn al deze planten opgenomen in de orde Asterales, met uitzondering van de familie Sphenocleaceae.